# Liste der Naturdenkmäler in Sendenhorst
Die Liste der Naturdenkmäler in Sendenhorst nennt die Naturdenkmäler in Sendenhorst im Kreis Warendorf in Nordrhein-Westfalen.

## Naturdenkmäler
| Nummer | Bezeichnung | Lage                                                                                         | Bemerkung | Bild |
| ------ | ----------- | -------------------------------------------------------------------------------------------- | --------- | ---- |
| 2.6.1  | Findling    | Östlich Gasthaus Waldmutter (51° 50′ 7,1″ N, 7° 51′ 29,2″ O)                                 |           |      |
| 2.6.2  | Eiche       | Am Graben westl. Hof Hunkemöller (51° 51′ 20,9″ N, 7° 48′ 20,2″ O)                           |           |      |
| 2.6.3  | Eiche       | Eiche westl. Albersloh bei Hof Hellmann (51° 51′ 56,9″ N, 7° 49′ 36,1″ O)                    |           |      |
| 2.6.4  | Eiche       | Im Agrarraum nördl. Sendenhorst auf dem Acker östl. der L811 (51° 51′ 45″ N, 7° 43′ 27,1″ O) |           |      |
| 2.6.5  | Eiche       | Westl. Sendenhorst auf dem Grünland der Kläranlage (51° 50′ 39,8″ N, 7° 47′ 53,9″ O)         |           |      |
| 2.6.6  | Eiche       | Westl. Albersloh bei Hof Hellmann (51° 51′ 45″ N, 7° 43′ 27,1″ O)                            |           |      |